# Pandemia de COVID-19 en Serbia
El primer caso de la pandemia de COVID-19 en Serbia fue registrado el 6 de marzo de 2020, el caso era de un varón de 43 años de Bačka Topola que había regresado recientemente de Hungría. Anteriormente el caso del índice también fue discutido después de que el Instituto de Salud Pública revelara públicamente que el primer caso fue registrado una semana antes del caso del índice oficialmente reportado.
Hasta el 20 de febrero de 2022, se contabiliza la cifra de 1,883,113 casos confirmados, 14,849 fallecidos y 1,700,076 recuperados del virus.

## Fondo
En diciembre de 2019 se identificó un nuevo coronavirus que causó una enfermedad respiratoria en la ciudad de Wuhan, provincia de Hubei, China, y se informó a la Organización Mundial de la Salud (OMS) el 31 de diciembre de 2019, que confirmó su preocupación el 12 de enero de 2020. La OMS declaró el brote de una Emergencia de Salud Pública de Importancia Internacional el 30 de enero y una pandemia el 11 de marzo.
La tasa de letalidad de COVID-19  es mucho menor que la del SARS , una enfermedad relacionada que surgió en 2002, pero su transmisión ha sido significativamente mayor, lo que ha provocado un número total de muertes mucho mayor.

## Cronología

### Marzo 2020
El 6 de marzo, el primer caso fue confirmado cuando un hombre que había estado en Hungría dio positivo por el virus. El paciente fue trasladado más tarde de un hospital de la ciudad de Subotica al Centro Clínico de Vojvodina en Novi Sad debido a su empeoramiento de su condición. 
El 15 de marzo, el presidente de Serbia Aleksandar Vučić declaró el estado de emergencia a nivel nacional. Serbia cerró sus fronteras a todos los extranjeros que no vivían en el país, mientras que los ciudadanos serbios que entraban en el país estaban obligados a la cuarentena automática durante un máximo de 28 días, o enfrentar cargos criminales de tres años de prisión. Todas las escuelas, facultades y jardines de infantes también fueron cerradas.
El 20 de marzo se confirmó la primera muerte en el país en la ciudad de Kikinda.

### Junio 2020
A finales de junio, Balkan Insight publicó un informe basado en los datos filtrados del sistema interno de información COVID-19 del Gobierno. En este informe se afirmaba que, en realidad, Serbia había registrado 632 muertes debidas a COVID-19 en el período comprendido entre el 19 de marzo y el 1 de junio de 2020, lo que corresponde a 388 muertes adicionales causadas por el virus que no se notificaron públicamente. Además, según los datos filtrados, el número de personas que se infectaron en Serbia del 17 al 20 de junio fue de al menos 300 por día, mientras que los informes públicos nunca representaron más de 96 casos por día en el mismo período.

### Agosto 2020
El profesor Goran Belojevic, de la Facultad de Medicina de la Universidad de Belgrado, declaró públicamente que Serbia ha registrado 5000 muertes.

### Septiembre 2020
NIN publicó semanalmente los resultados de una investigación que muestran una discrepancia significativa entre los datos sobre el número de personas infectadas y el número de pruebas que el Gobierno publicó durante julio y los datos obtenidos de instituciones de salud pública individuales a través de solicitudes de libertad de información. La discrepancia muestra que los datos publicados por el Gobierno inflaron el número de pruebas que se llevaron a cabo y que el número de personas infectadas se redujo al menos en un 59 por ciento durante el mes de julio.
El 29 de septiembre, Predrag Kon, epidemiólogo jefe y miembro del equipo estatal anti-COVID-19 Crisis, admitió públicamente que hay un retraso en el procesamiento de datos y que el número de muertes hasta finales de junio fue tres veces mayor de lo que se informó oficialmente (277). El Ministro de Salud refutó esas afirmaciones al día siguiente diciendo que son "infundadas" y advirtió a Kon que no volviera a hacer tales comentarios.

Número de casos (azul) y número de fallecidos (rojo) en una escala logarítmica.